# Medialized
Medialized var en serie dokumentärer om mediekritik, som sändes i SVT1 under hösten 2011. Serien producerades av ungdomsredaktionen på Utbildningsradion och omfattade sju halvtimmeslånga program. Målgruppen var elever på gymnasiet.